# Municipio de Mad River (condado de Clark)
El municipio de Mad River (en inglés: Mad River Township) es un municipio ubicado en el condado de Clark en el estado estadounidense de Ohio. En el año 2010 tenía una población de 11 156 habitantes y una densidad poblacional de 126,92 personas por km².

## Geografía
El municipio de Mad River se encuentra ubicado en las coordenadas 39°52′13″N 83°55′33″O / 39.87028, -83.92583. Según la Oficina del Censo de los Estados Unidos, el municipio tiene una superficie total de 87.9 km², de la cual 86,84 km² corresponden a tierra firme y (1,2 %) 1,05 km² es agua.

## Demografía
Según el censo de 2010, había 11 156 personas residiendo en el municipio de Mad River. La densidad de población era de 126,92 hab./km². De los 11 156 habitantes, el municipio de Mad River estaba compuesto por el 96,01 % blancos, el 0,82 % eran afroamericanos, el 0,27 % eran amerindios, el 0,81 % eran asiáticos, el 0,47 % eran de otras razas y el 1,62 % eran de una mezcla de razas. Del total de la población el 1,34 % eran hispanos o latinos de cualquier raza.